# Niandala
Niandala o Nandiala è un dipartimento del Burkina Faso classificato come comune, situato nella Provincia  di Boulkiemdé, facente parte della Regione del Centro-Ovest.
Il dipartimento si compone del capoluogo e di altri 10 villaggi: Baoguin, Gouim, Gourcy, Gourongo, Itaoré, Kaoncé, Rihalo, Silmissin, Somé e Tibrela.